# Plakinastrella onkodes
Plakinastrella onkodes är en svampdjursart som först beskrevs av Uliczka 1929.  Plakinastrella onkodes ingår i släktet Plakinastrella och familjen Plakinidae. Inga underarter finns listade i Catalogue of Life.